# فأر الرمل السمين
فأر الرمل السمين أو العضل (بالإنجليزية: Psammomys obesus)‏ هو فأر من أسرة اليرابيع يعيش غالبا في شمال أفريقيا والشرق الأوسط وموريتانيا وشبه الجزيرة العربية، وقد أطلق هذا الاسم بالصدفة على هذا الفأر عندما لوحظ داء السكري في العينات التي تم جمعها من قبل البحرية الأمريكية في مصر، وقد ظهر الداء على الحيوانات عندما تمت تغذيتها بطعام قوارض عادي واكتسبت نتيجة ذلك الكثير من الوزن.
يمثل فأر الرمل السمين نموذجاً حيوانياً ممتازاً لدراسة السمنة وداء السكري من النوع الثاني الذي تشبه خصائصه الظاهرية تلك التي لوحظت على الإنسان.

## وصف الحيوان
فأر الرمل هو نوع كبير من اليرابيع قوي الجسم ذو رأس كبير مغطى بطبقة من الفرو الطويل، الذكور أكبر من الإناث ولهذه الأخيرة زوجين من الأثداء الصدرية وأخرى إربية. الأطراف الأمامية قصيرة نسبيًا مقارنة بالخلفية، الجزء الخلفي من الساقين أبيض مصفر وباطن القدمين مغطى جزئيا بالشعر ومخالب داكنة اللون. يبلغ طوله (الرأس والجسم) من 13 إلى 19 سم وذيله بين 11 و15 سم. له آذان صغيرة مستديرة وذيله مشعر بالكامل وينتهي بخصلة سوداء، بطول 14 مم. الجزء العلوي من جسم الفئران الرملية بني محمر أو ضارب إلى الحمرة أو مصفر في حين الجانب السفلي مصفر أو مائل إلى البياض. مع بقعة بيضاء خلف كل أذن.
أظهرت الدراسة الجينية النمط النووي لهذا الحيوان وهو:
- 2ن = 48
- ع أ = 74-78 (ع أ هو العدد الأساسي ويمثل عدد أدرع الكروموسومات الرئيسية المرئية لكل مجموعة من الكروموسومات.)

### المسكن والسلوك

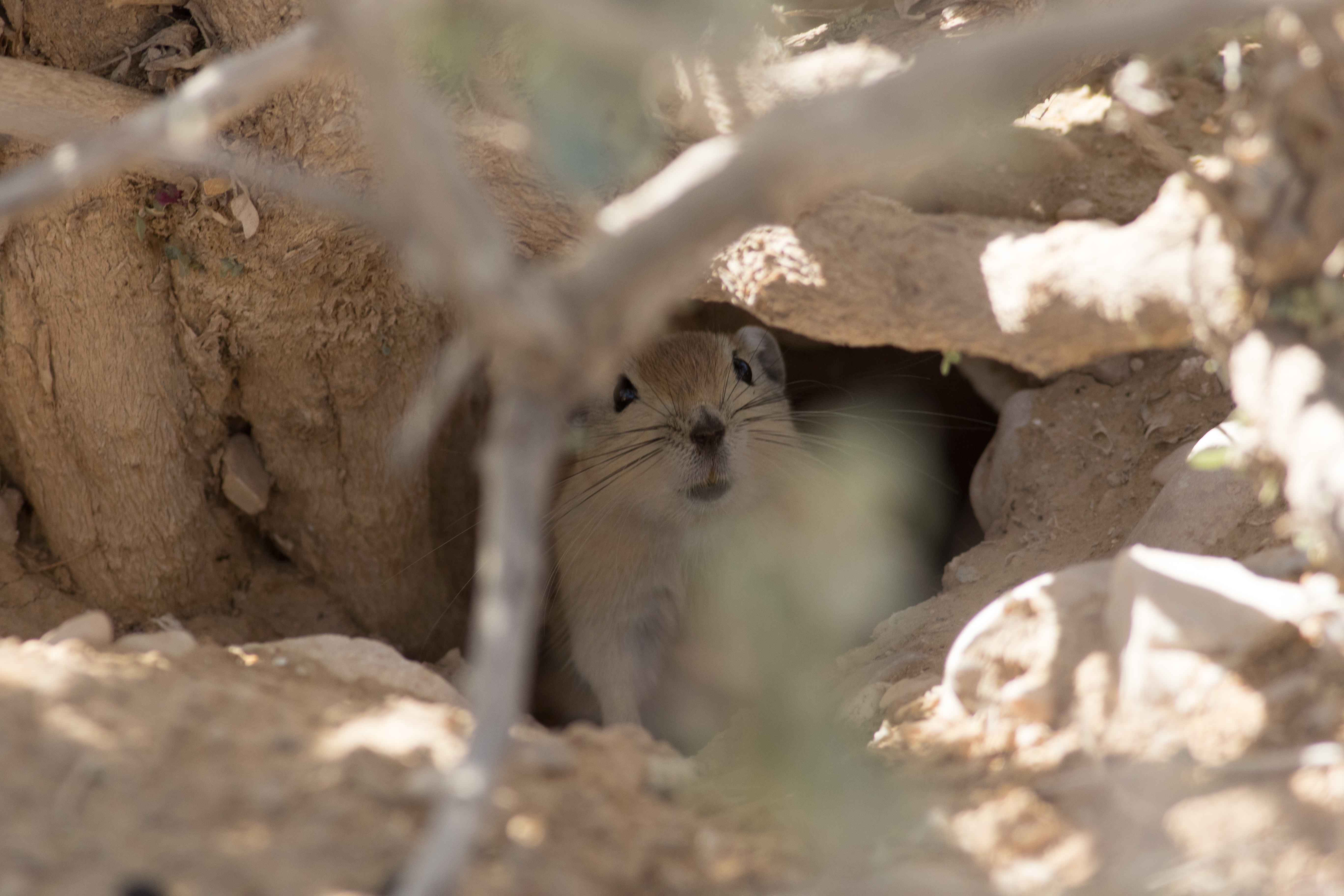
فأر الرمل السمين عند مدخل جحره صباحاً

يعيش فأر الرمل في الصحاري الرملية قليلة النباتات لكن يمكن وجوده في المناطق الصخرية وفي الصحاري الملحية (السبخات). هذا النوع منتشر على طول سواحل موريتانيا والصحراء الغربية وجزء كبير من المغرب والجزائر ووسط تونس ووسط شمال ليبيا وشمال مصر وشمال شرق السودان وسوريا وفلسطين والأردن وشبه الجزيرة العربية.
ينشط هذا الحيوان ليلا ونهارا على حد سواء ولكن نشاطه على السطح متعلق بدرجة الحرارة المحيطة. في فصل الشتاء يكون النشاط الرئيسي خلال النهار من 9 صباحاً حتى 5 مساء وأثناء الأشهر الباردة يتمدد في الشمس ولكن خلال أشهر الصيف يفضل الظل ويمكن العثور عليه في الجحور أو في ظل الشجيرات المحيطة في الصباح الباكر وبعد الظهيرة. يظهر الحيوان في ساعات الصباح الباكر عند مدخل الجحر حيث ينظف الأوساخ والبراز وبعد الانتهاء من نشاط التنظيف يبدأ في البحث عن الطعام.
يبني فأرالرمل جحوره وهي أنظمة أنفاق واسعة ومعقدة تحت الشجيرات، يبلغ عمق الأنفاق حوالي 50 سم وطولها عدة أمتار مع العديد من المداخل، تحتوي جحوره على غرف منفصلة للتعشيش والتربية وتخزين الطعام وتخصص إحدى الغرف للاستخدام كمرحاض. في هذه الجحور يعيش فأر الرمل وحيداً باستثناء الإناث مع صغارها خلال موسم التكاثر.

### العادات الغذائية

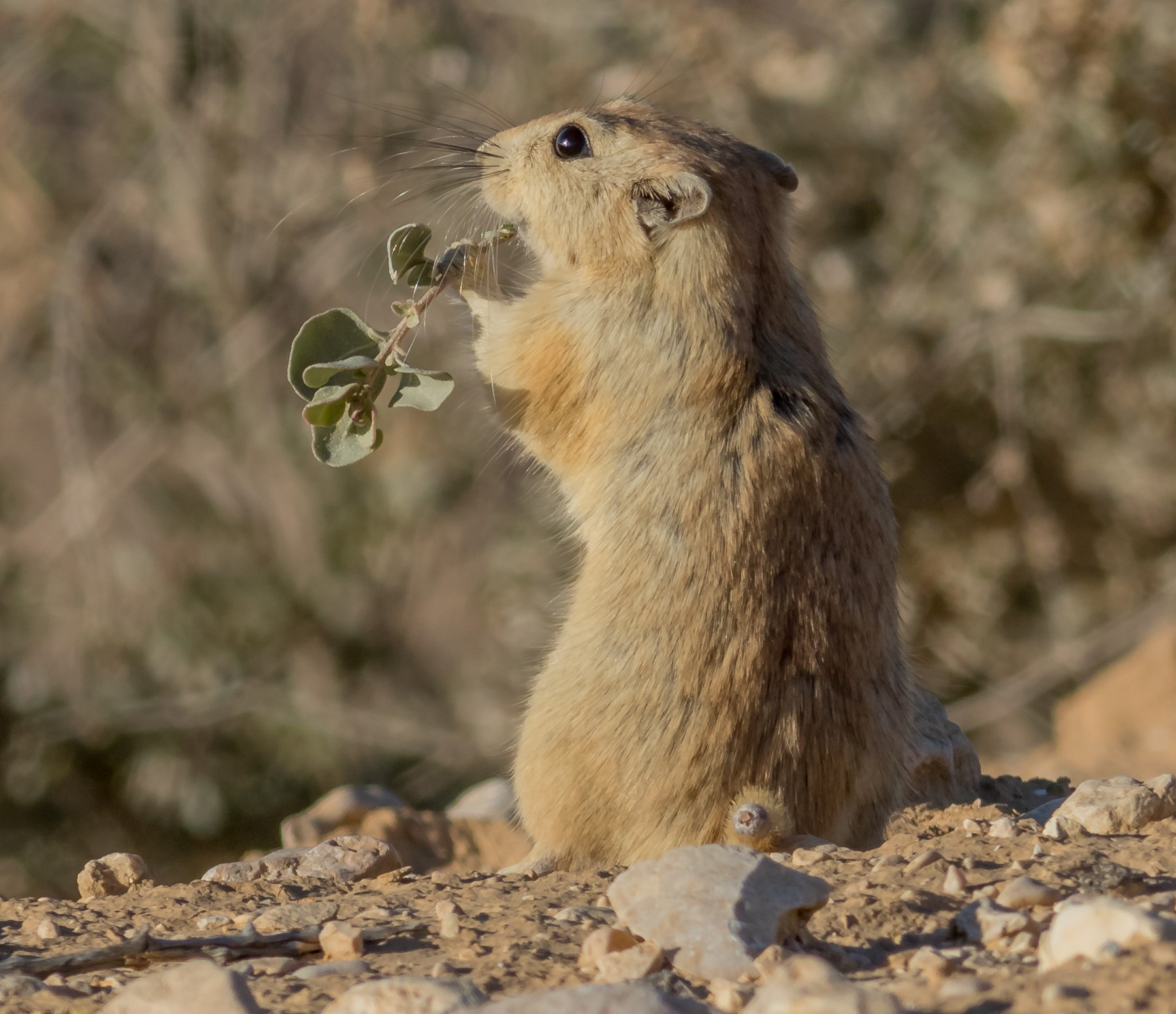
فأر الرمل السمين وهو يأكل نبات القطف الملحي

يتغذى فأر الرمل السمين أساسا على القطف الملحي (باللاتينية: Atriplex halimus) من الفصيلة القطيفية كما يتناول أيضاً النباتات البقولية والحشرات السنوية أو العرضية.
نادرا ما يشرب فأر الرمل المياه وإنما يتحصل عليها من غذائه ولعقه لندى الصباح.
سلوك فأر الرمل السمين متناقض لأنه يتغذى في الصحراء على نباتات يتراوح محتواها من الماء بين 84 إلى 88٪ في حين يصل محتواها من الصوديوم إلى 1.5 غرام و0.84 غ من الكلور لكل 100 غ من الوزن الطازج للنبات. عصائر هذه النباتات مالحة مثل مياه البحر. يستهلك الحيوان من الطعام ما يقرب من 80 ٪ من وزنه يوميا وهذا يعني أنه يمتص في اليوم الواحد حوالي 70 مل من الماء و1.2 غرام من الصوديوم بالنسبة لكل 100 غرام من وزن الجسم ويطرح كميات وافرة من البول شديد الملوحة يفوق تركيزه 4 مرات تركيز مياه البحر، يواجه فأر الرمل الكميات الكبير من الملح التي يبتلعها عن طريق كلى فعالة جدا تنتج بول عالي تركيز الملوحة دون أن يكون ذلك سام للحيوان.
من ناحية أخرى عندما يستهلك 80 غرام من القطف الملحي فإنه يمتص 2 غرام من حمض الأكساليك (الإنسان لا يستطيع تحمل جرعة من 5 غرام).

### تشريح الجمجمة

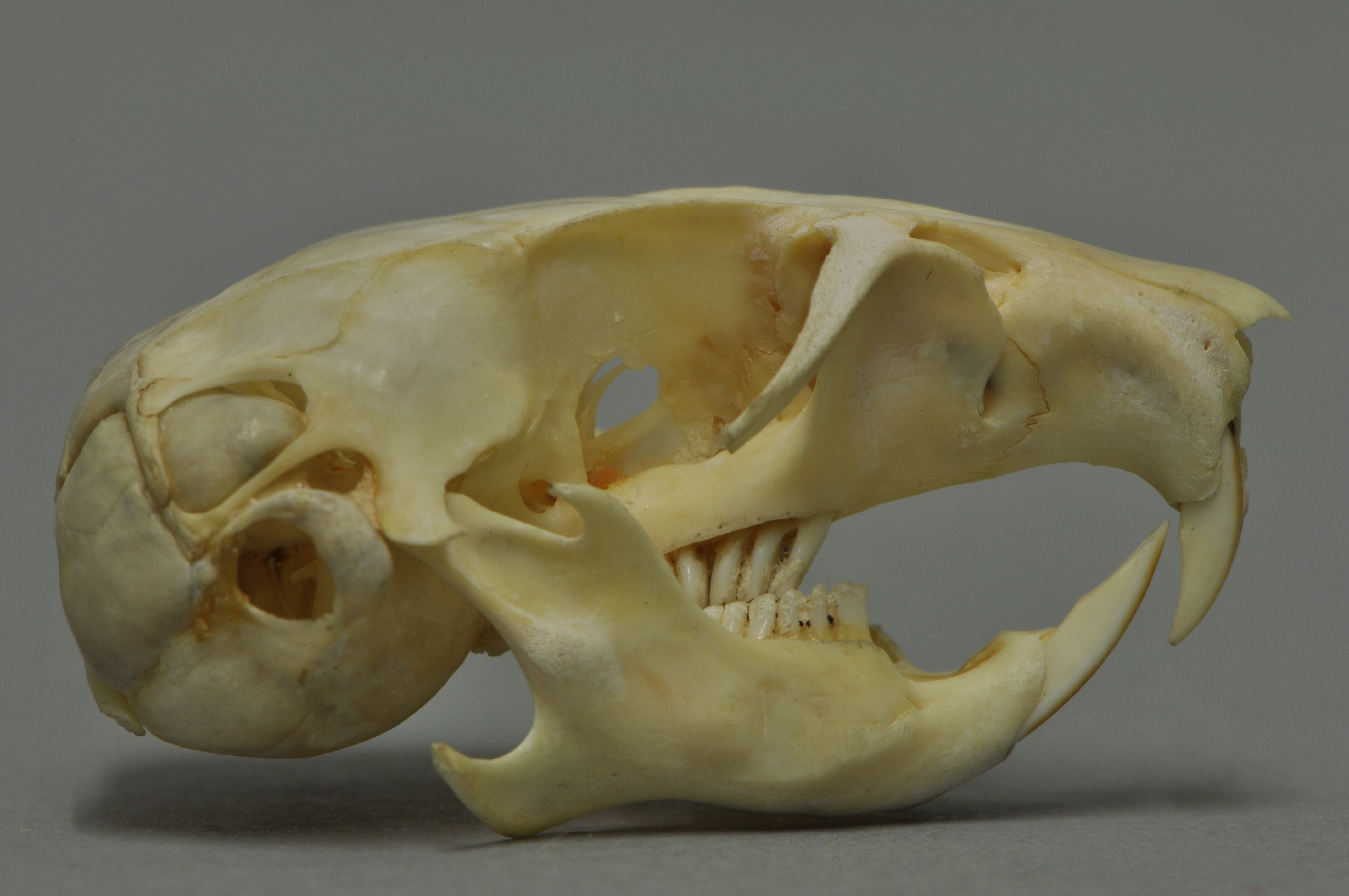
منظر جانبي لجمجمة فأر الرمل السمين وتبين التركيبة السنية له

جمجمة فأر الرمل السمين مثلثة وقوية وبارزة العظام، غير أن الخطوط الفاصلة بين مكوناتها بارزة قليلاً.
- عظم الجبهة مثلثي الشكل
- العضم الجداري كبير ومربع الشكل
- العظم القشري مثلثي الشكل
- القوس الوجني أسطواني وظعيف
- عظمة القلة الطبلية كبيرة وممتدة.

### الصيغة السنية

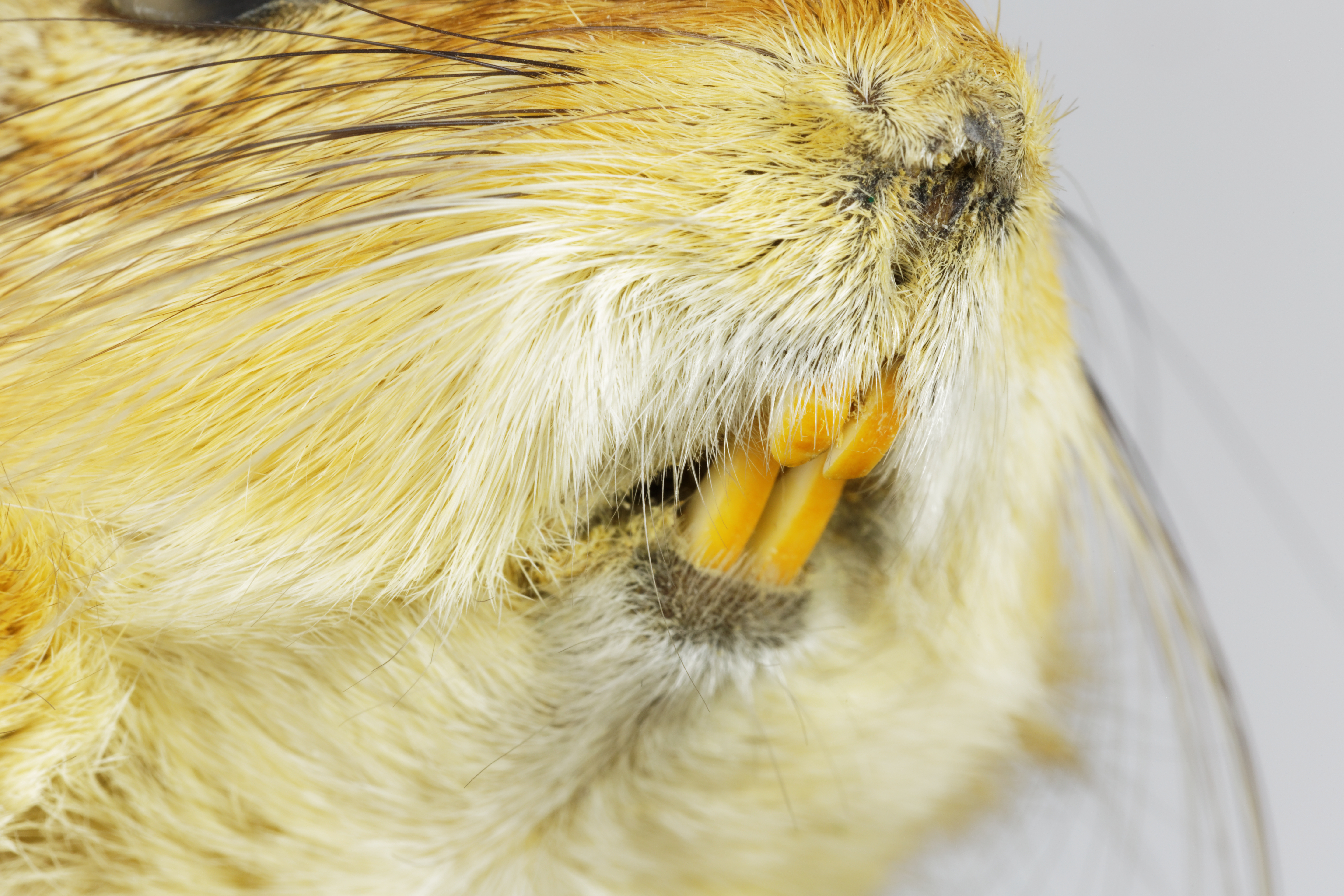
قواطع فأر الرمل السمين

صيغة الأسنان لدى فأر الرمل السمين كما يلي:
- القواطع = 1/1
- الأنياب = 0/0
- الضواحك = 0/0
- الأضراس = 3/3

وبذلك يكون المجموع الكلي للأسنان لدى فأر الرمل هو 16 وقواطعه لا تنمو خلافا للجردان.

### التكاثر
تحدث حالات الحمل خلال الأشهر الباردة والجافة من السنة، بين سبتمبر وأفريل مع ذروة بين شهري أكتوبر وفيفري. في سنوات انخفاض هطول الأمطار ونقص الغذاء يكون التكاثر محصوراً بين شهري جانفي وأفريل. مدة الحمل عادة هي 25 يومًا ولكن يمكن أن تمتد إلى 36 يومًا في حال التزاوج بعد الوضع. تضع الأنثى عادة ما بين 2 إلى 8 صغار كل 35 إلى 44 يومًا، عند الولادة يزن الصغار 6 إلى 7 غ ويتم الفطام في حوالي 3 أسابيع من العمر، تصل الصغار إلى حجم الكبار بعد 4 أشهر. تكون الإناث جاهزة للتزاوج والحمل للمرة الأولى في عمر 3 إلى 3.5 شهر تقريبًا. العمر المتوقع في الطبيعة هو 14 إلى 18 شهرا في حين يرتفع إلى 6 سنوات في الأسر.

## الأهمية الطبية

### الإصابة بالسكري
يمكن لفأر الرمل بسهولة الاٍصابة بداء السكري عندما يتم تغديته بغداء قوارض عادي غير القطف الذي يتغذى به عادة. ولذلك يستخدم كحيوان نمودجي لدراسة داء السكري.
تَطورُ الوزن وتَغير متوسط بعض المعاملات الكيميائية الحيوية البلازمية لدى فئران الرمل (5 البدينة و4 مصابة بالسكري) من خلال اتباع نظام غذائي مُفرط السعرات الحرارية خلال 6 أشهر. لا يتغير سكر الدم في الحيوانات البدينة ويستقر في قيمة 0.85 ± 0.25 غ/ل. من ناحية أخرى في الحيوانات المصابة بداء السكري يصل إلى 1.89 ± 0.43 غ/ل، الزيادة هي 166.1 ٪ مقارنة مع الحيوانات الشاهدة في نفس المجموعة.
تُظهر ليبيدات الدم زيادة كبيرة، فبعد 3 أشهر من حمية غذاء مخبري قياسي، تصل الدهون الثلاثية إلى 1.38 غ/ل لدى الحيوانات البدينة و1.45 غ/ل في مرضى السكري. بعد 6 أشهر كانت الزيادة 116.4 ٪ في الحيوانات البدينة و222.38 ٪ في الحيوانات المصابة بالسكري مقارنة بالشواهد.
نسبة الكولسترول في الدم بقيمة 0.67 غ/ل لدى الشاهد، ترتفع بعد 3 أشهر من إدخال النظام الغذائي القياسي إلى 1.03 غ/ل و1.20 غ/ل، على التوالي في المرضى الذين يعانون من البدانة المفرطة والسكر وهذه الزيادة تصبح كبيرة وتتراوح بين 1.23 غ/ل و1.54 غ/ل في مجموعتي الحيوانات في نهاية التجربة.
قيمة الأنسولين في الحيوانات الشاهدة هي 30.60 ± 2.06 ميكرو وحدة دولية/مل تصل إلى 265,30 ± 21,20 ميكرو ود/مل في الحيوانات البدينة وإلى 384,00 ± 24,00 ميكرو ود/مل لدى مرضى السكري، في الحالتين الأخيرتين الزيادة كبيرة للغاية.
| عدد الفئران     | طبيعة الحمية     | مدة الحمية بالشهر | الوزن (غ)                              | سكر الدم (غ/ل)                      | الدهون الثلاثية (غ/ل)               | كوليسترول (غ/ل)                     | أنسولين (ميكرو ود/مل)                      |
| --------------- | ---------------- | ----------------- | -------------------------------------- | ----------------------------------- | ----------------------------------- | ----------------------------------- | ------------------------------------------ |
| 6 شاهد          | نباتات ملحية     | 0 شهر 3 شهر 6 شهر | 94.5 ~ 7.36 98.4 ~ 3.04 102.33 ~ 9.11  | 0.72 ~ 0.06 0.72 ~ 0.13 0.79 ~ 0.09 | 0.67 ~ 0.2 0.78 ~ 0.18 0.66 ~ 0.11  | 0.59 ~ 0.06 0.67 ~ 0.09 0.64 ~ 0.08 | 30.60 ~ 2.06 35.00 ~ 2.70 33.10 ~ 2.50     |
| 5 البدينة       | غذاء مخبري قياسي | 0 شهر 3 شهر 6 شهر | 98.4 ~ 3.04 111.0 ~ 4.5 110.0 ~ 9.75   | 0.72 ~ 0.13 0.56 ~ 0.03 0.85 ~ 0.25 | 0.78 ~ 0.18 1.38 ~ 0.21 2.16 ~ 0.39 | 0.67 ~ 0.09 1.03 ~ 0.08 1.23 ~ 0.3  | 35.00 ~ 2.7 201.00 ~ 19 265.30 ~ 21.2      |
| 4 مصابة بالسكري | غذاء مخبري قياسي | 0 شهر 3 شهر 6 شهر | 102.33 ~ 9.11 120.83 ~ 4.7 133.00 ~ 10 | 0.79 ~ 0.09 0.83 ~ 0.47 1.89 ~ 0.43 | 0.66 ~ 0.11 1.45 ~ 0.47 2.53 ~ 0.36 | 0.64 ~ 0.08 1.2 ~ 0.1 1.54 ~ 0.28   | 33.10 ~ 2.50 309.00 ~ 27.50 384.00 ~ 24.00 |

يقاس محتوى الأنسولين في جزر لانغرهانس عند فأر الرمل بالقياس الضوئي الخلوي (cytophotometry) فانخفاض محتوى الانسولين في الخلايا بيتا القابلة للكشف لدى مجموعة الفئران المصابة بضعف تحمل الجلوكوز (IGT) في حين ازدياد محتوى الأنسولين لدى مجموعة الفئران المصابة بداء السكري، هذه النتائج تدل على تحفيز وظيفة الخلايا بيتا في جزر لانغرهانس. يتميز داء السكري لدى فأر الرمل باضطراب تحمل الجلوكوز وإرتفاع مستوى أنسولين الدم والاستعداد المرتفع لإفراز الأنسولين وتلك هي خصائص سكري النوع الثاني البشري.

### اعتلال الكلية السكري
فأر الرمل السمين نموذج حيواني مهم بشكل خاص لدراسة اعتلال الكلية السكري للإنسان فهذا الحيوان يعيش في بيئة صحراوية طبيعية على نظام غذائي منخفض الطاقة، ولكن عند تربيته في ظروف مختبرية مع نظام غذائي عالي الطاقة تظهر عليه تغييرات أيضية مرضية تشبه تلك الخاصة بمرض سكري النوع الثاني وذلك بتقييم التشريح النسيجي المرضي والتغيرات الكلوية الأيضية والوظيفية التي تحدث في سكري فأر الرمل.
يتم تحديد وظيفة الكلى عن طريق قياس معدل الترشيح الكبيبي (GFR) وطرح البروتين والنسبة بروتين/كرياتينين والشكل والكيمياء المناعية الخلوية التقييمات أجريت على مرضى السكري بحمية عالية الطاقة ومقارنت النتائج مع حيوانات شاهدة بنظام غذائي منخفض الطاقة. الحيوانات المصابة بالسكري تظهر زيادة بنسبة 54٪ في معدل الترشيح الكبيبي بعد شهر واحد من حالة فرط سكر الدم وانخفاض 47 ٪ من قيم خط الأساس بعد 4 أشهر، زيادة إفراز البروتين في الحيوانات المصابة بالسكري 5 أضعاف بعد 4 أشهر. أظهر الفحص بالمجهر الضوئي زيادة في حجم الكبيبات لدى فئران الرمل مرضى السكري. التقييمات الكمية بالمجهر الإلكتروني والكيمياء المناعية الخلوية كشفت تراكم مواد الغشاء القاعدي وكذلك تقسيم متكرر للغشاء القاعدي الكبيبي.
المضاعفات الكلوية لدى فأر الرمل بما في ذلك التغيرات في معدل الترشيح الكبيبي والبيلة البروتينية الكثيفة بسبب التغيرات الفسيولوجية والنسيجية مشابهة جدا لاعتلال الكلية السكري لدى الإنسان.

### نقل الأمراض
وجود فأر الرمل في شمال أفريقيا والشرق الأوسط يهدد الصحة العمومية، وذلك باعتباره المستودع الطبيعي لليشمانيا الكبيرة، الطفيلي المسبب لداء الليشمانيات الجلدي عند الاٍنسان، والوقاية من الليشمانية تضم مكافحة خزان المرض أي فار الرمل السمین وذلك بالتخلص منه عن طريق:
- إزالة الأعشاب التي یتغذى علیھا من محيط المساكن والأماكن المأھولة.
- ھدم جحوره.
- التوعیة الصحیة بالأمراض بتوزیع المطویات والملصقات بالمراكز الصحیة والمدارس بكافة مراحلھا.

كذلك البكتيريا من جنس البوريليا وهو العامل المسبب للحمى الانتكاسية.

## الخصائص البيولوجية

### علاقة الإخصاء بنشاط قشرة الكظر
من أجل دراسة تأثير الخصية على نشاط الغدة الكظرية تم تقدير التأثيرات الوزنية والنسيجية والهرمونية للإخصاء الثنائي بعد شهر واحد لدى ذكور بالغين من فأر الرمل السمين خلال موسم التكاثر (أكتوبر) والذين تم القبض عليهم في منطقة بني عباس:
- من وجهة نظر الوزن: تظهر النتائج التي تم الحصول عليها تضخما واضحا للغدتين الكظريتين وبشكل أكبر اليسرى.[17]
- من وجهة نظر نسيجية: التغييرات تتمثل في زيادة واضحة جدا في الحجم الكلي لقشر الكظر بسبب الزيادة في المنطقة الشبكية أساسا التي تظهر تضخم في الحشوة الخلوية وزيادة في حجم الخلايا. هناك أيضا زيادة في ارتفاع الخلايا الحزمية الغنية بمشتملات الدهون في حين أن المنطقة الكبيبية تبقى دون تغيير.[17]
- تُمكن معرفة التغيرات الهرمونية لدى الشاهد من ملاحظة زيادة محتوى الغدة الكظرية من الهرمونات القشرية السكرية (glucocorticoïdes) ومن الكورتيزول بينما تنخفض تركيزاتها في البلازما، النسبة كورتيزول/هرمون قشري سكري تتغير بشكل طفيف سواء في الغدة الكظرية أو في البلازما.[17]
- تم تقدير حركية الاستجابة للهُرْمُونُ المُوَجِّهُ لقِشْرِ الكُظْر (ACTH) لمدة ساعة واحدة لدى حيوانات مخصية سبق علاجها بالديكساميثازون فظهر التالي:[17]

الإحساس بزيادة الكورتيزول في البلازما يكون في وقت مبكر وذلك من الدقيقة الثالثة لتصل إلى الحد الأقصى في الدقيقة 15 مع سعة مماثلة للشاهد، يبدأ الانخفاض في الدقيقة 30 كما في الشاهد ويستمر في الدقيقة 45 مع عدم العودة إلى القيم الأساسية في الدقيقة 60. إن عدم أخذ العينات بعد الدقيقة 60 لم يمكن من تقييم الانخفاض في مدة الاستجابة لدى الفأر المخصي لأن النقص الإجمالي الذي لوحظ في الدقيقة 60 أكثر أهمية لدى هذا الأخير.

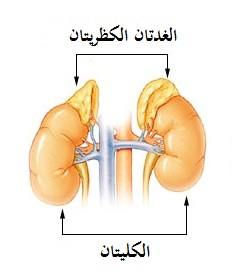
رسم تخطيطي يبين موقع الغدتين الكظريتين

يتكبد المحتوى من الكورتيزول والنسبة كورتيزول/الهرمونات القشرية السكرية انخفاض معتبر لدى فأر الرمل المخدر والمعالج مسبقاً بالديكساميثازون على حد سواء الشاهد والمخصي على مستوى الغدة الكظرية ساعة واحدة بعد التحفيز بالهُرْمُونُ المُوَجِّهُ لقِشْرِ الكُظْر ACTH مقارنة بالحيوانات التي لم يتم تحفيزها بالـ(ACTH). وعلى العكس من ذلك فإن المحتوى من مجاميع الكورتيكوستيرويدات قابلة للمقارنة.
لذلك يبدو أنه على الرغم من التغييرات الهيكلية الطفيفة التي لوحظت في المنطقة الحزمية، الإخصاء الثنائي للذكور يؤدي إلى تغييرات وظيفية حقيقية في نشاط الهرمونات القشرية السكرية ويسلط الضوء أيضاً على العلاقة بين الخصية والغدة الكظرية وخاصة تأثير الغدد التناسلية الذي تستحق التحقق بحقن التستوستيرون للحيوانات المخصية.
في بيئته الطبيعية، فأر الرمل السمين يظهر اختلافات موسمية في نشاط قشرة الكظر بصفة موازية لنشاطات الخصية مشيرا إلى وجود علاقة وظيفية بين المحور المهادي النخامي الكظري (HHS) والمحور المهادي النخامي التناسلي(HHG). كبح الأندروجينات الخصوية عن طريق الإخصاء الثنائي يؤدي إلى زيادة في الهرمون الموجه لقشر الكظر (ACTH) البلازمي وبالتالي زيادة في نشاط الغدة الكظرية وقد ثبت ذلك من خلال تضخم الغدد الكظرية الراجع أساسا إلى تضخم المنطقة الشبكية وصعود النسبة رنا/دنا وزيادة المحتوى القشر-كظري من الكوليسترول والدهون. بالإضافة إلى ذلك فالحرمان من الأندروجين يرفع مؤشر الاستماتة في المنطقة الحزمية في حين ينخفض في المنطقة الشبكية. المقايسة المناعية لمستقبلات الاندروجين لدى فئر الرمل السمين الشاهد أكثر وضوحا في المناطق الخارجية من القشر الكظري بشكل رئيسي في المنطقة الكبيبية والمنطقة الحزمية. ومع ذلك فإن الحرمان من الأندروجين الخصوي يحث على زيادة شدة العلامات في المنطقة الحزمية، بالإضافة إلى ذلك المعالجة الاندروجينية بهرمون التستوستيرون يعيد غالبية الاستجابات الخلوية والكيميائية الحيوية الناجمة عن استئصال الخصيتين إلى حالة الحيوانات الشاهدة.
الخلاصة هي أن فأر الرمل السمين نموذج ممتاز لدراسة تأثير الأندروجينات على وظيفة القشرة الكظرية.

### فأر الرمل والمادة المظلمة الأحيائية
عند إعداد تسلسل جينوم فأر الرمل وبالتحديد الجينات المتعلقة بإنتاج الأنسولين لفهم سبب تعرض هذا الحيوان لسكري النوع الثاني، عند البحث عن جين يدعى Pdx1 المتحكم في إفراز الأنسولين، وجدنا أنه مفقود وكذلك 87 مورثة أخرى تحيط به. بعض هذه الجينات المفقودة، بما في ذلك Pdx1 ، ضرورية ومن دونها لا يستطيع الحيوان البقاء على قيد الحياة. هذه الجينات لم تكن مفقودة في الواقع ولكنها كانت مخفية وذلك لأن المواد الكيميائية التي تتنتجها تعليمات هذه الجينات وجدت وهذا لن يكون ممكنًا إلا إذا كانت الجينات موجودة بالفعل.
إن تسلسلات الدنا لهذه الجينات غنية جداً بجزيئات G وC ، وهما جزيئان من «الجزيئات» الأربعة التي تشكل الدنا. نحن نعلم أن تسلسلات الدنا الغنية بـ GC تتسبب في مشاكل لبعض تقنيات فك-تسلسل الحمض النووي. هذا يجعل من الأرجح أن الجينات التي كنا نبحث عنها يصعب اكتشافها وليست مفقودة. لهذا السبب، نسمي التسلسل الخفي بالمادة المظلمة الأحيائية وهي الأشياء التي نعتقد أنها تشكل حوالي 25 ٪ من الكون ولكن لا يمكننا في الواقع اكتشافها.
من خلال دراسة جينومات فأر الرمل أكثر وجد أن جزءا منها على وجه الخصوص لديه العديد من الطفرات أكثر مما هو موجود في جينومات القوارض الأخرى. فجميع الجينات الموجودة في هذه البقعة أصبحت الآن تحتوي على جينات غنية جدا بجزيئات GC وقد تحورت إلى درجة يصعب معها اكتشافها باستخدام الطرق القياسية. فغالباً ما تؤدي الطفرات الزائدة إلى إيقاف عمل الجين، لكن مع ذلك فإن الجينات الموجودة في فأر الرمل تمكنت من تحقيق أدوارها على الرغم من تغيير جذري في تسلسل حمضها النووي.

### التغيرات الموسمية في افراز البنكرياس الداخلي
تم جمع فئران الرمل السمينة الحية بانتظام خلال العام فأظهرت في موطنها الطبيعي اختلاف في افراز البنكرياس الداخلي، فكانت مستويات الجلوكوز أعلى في الفترتين الأولى والثالثة (الخريف والربيع) مقارنةً بالفترتين الثانية والرابعة (الشتاء والصيف) وكانت محتويات الأنسولين البنكرياسية أعلى في الفترتين الأولى والثانية مقارنة بالفترتين الثالثة والرابعة. اختلف مستوى الإنسولين البلازمي فصلياً أيضًا طرديا مع اختلافات الغلوكوز باستثناء الفترة الرابعة، حيث ارتبطت مستويات الأنسولين المرتفعة مع مستويات منخفضة من الجلوكوز.
كانت مستويات الانسولين العالية التي لوحظت في فترة الصيف مقاومة لتأثيرات شح الغذاء في تلك الفترة وربما كانت مرتبطة بوجود مستويات أعلى من الأنسولين في فترة الربيع، يبدو أن موسم الجفاف (الصيف) ذو الحمية الشحيحة ضروري لاعادة المستويات المرتفعة للأنسولين إلى قيمها الأساسية. قياس الأَشكال الكَمي للأنسولين والغلوكاغون وخلايا جزيرة سوماتوستاتين الإيجابي لم تكشف أي اختلافات موسمية ومع ذلك فإن كثافة حجم الخلايا أ ود في فأر الرمل السمين بلغت قيم عالية تساوي 32 و15 ٪ على التوالي. بلغت كثافة حجم خلايا الأنسولين حوالي 53 ٪.
يعيش فأر الرمل السمين في وسطه الطبيعي يعيش سليما وغير مصاب بالسكري متكيفاً مع الكفاف الصحراوي بفضل ردود الفعل الداخلية التي يفرضها التباين الموسمي في توافر الغذاء.

## ألبوم الصور

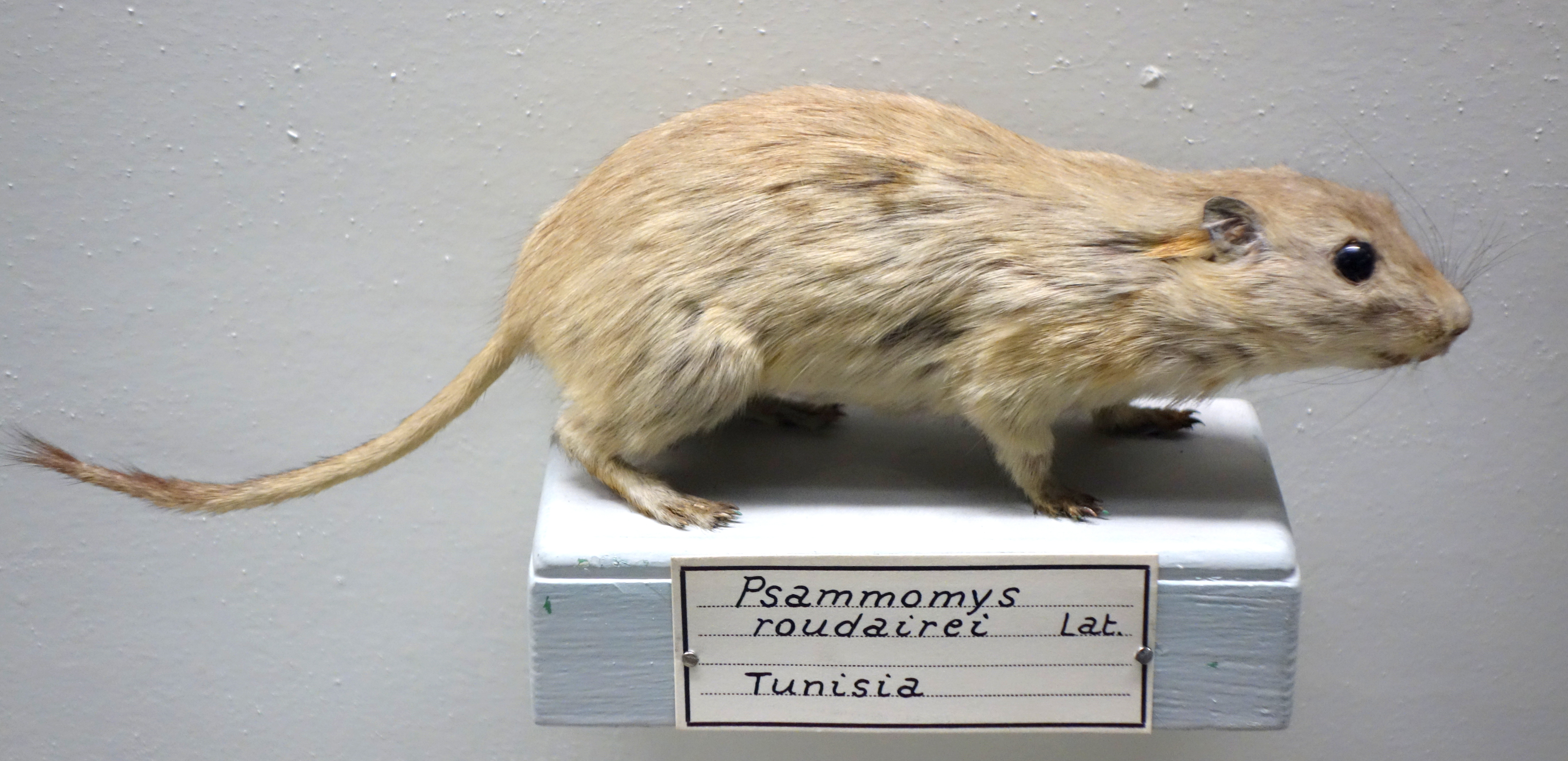
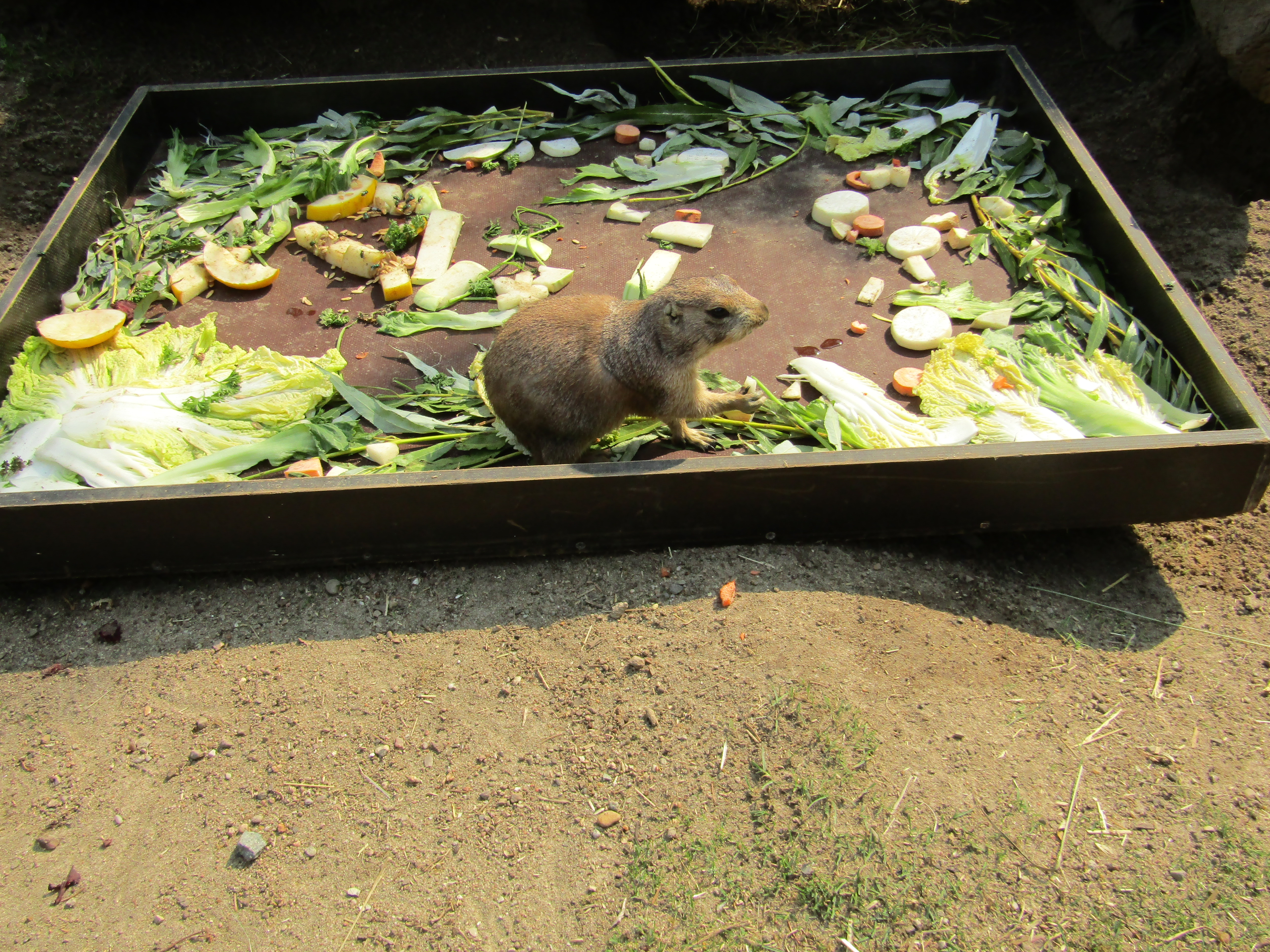
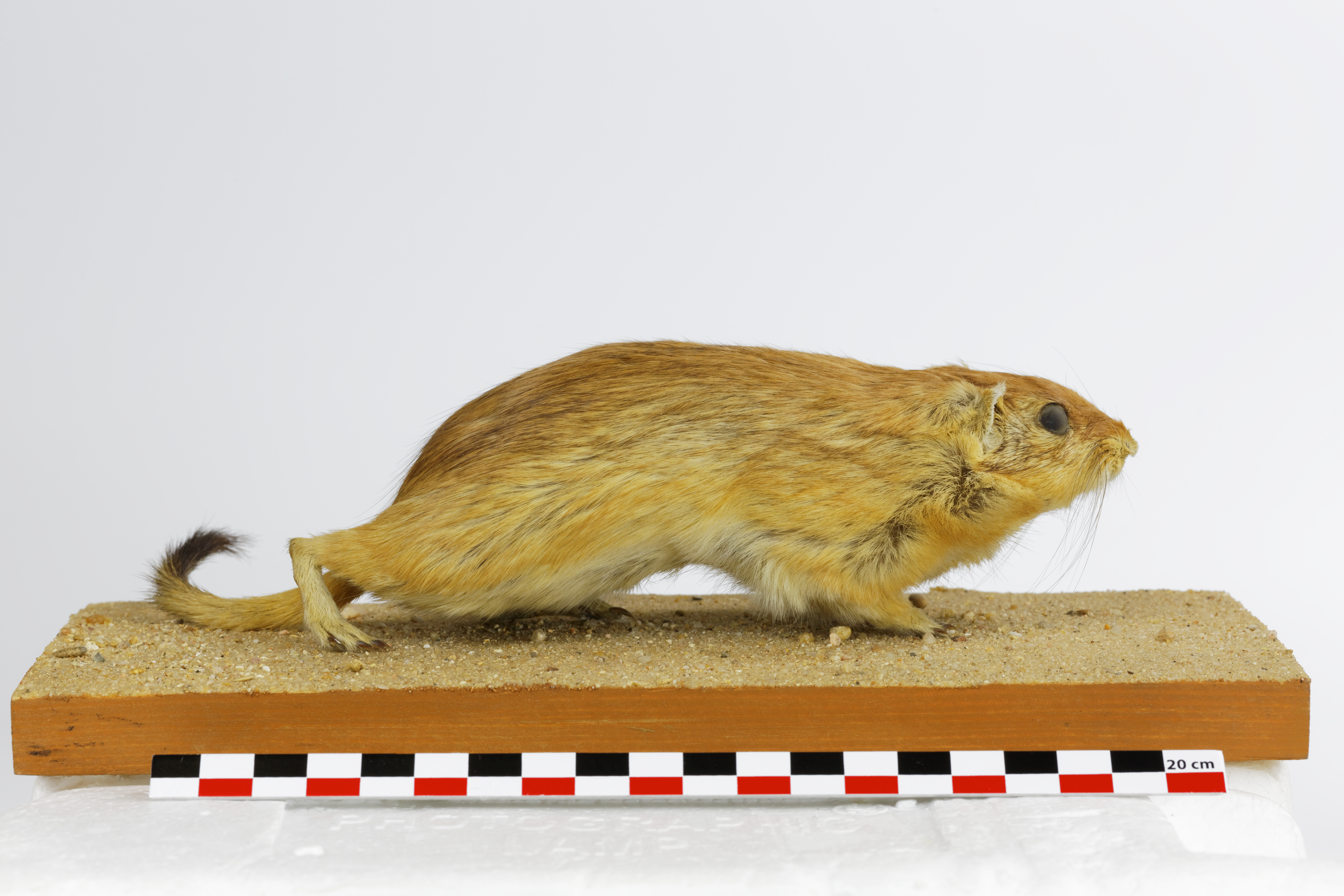
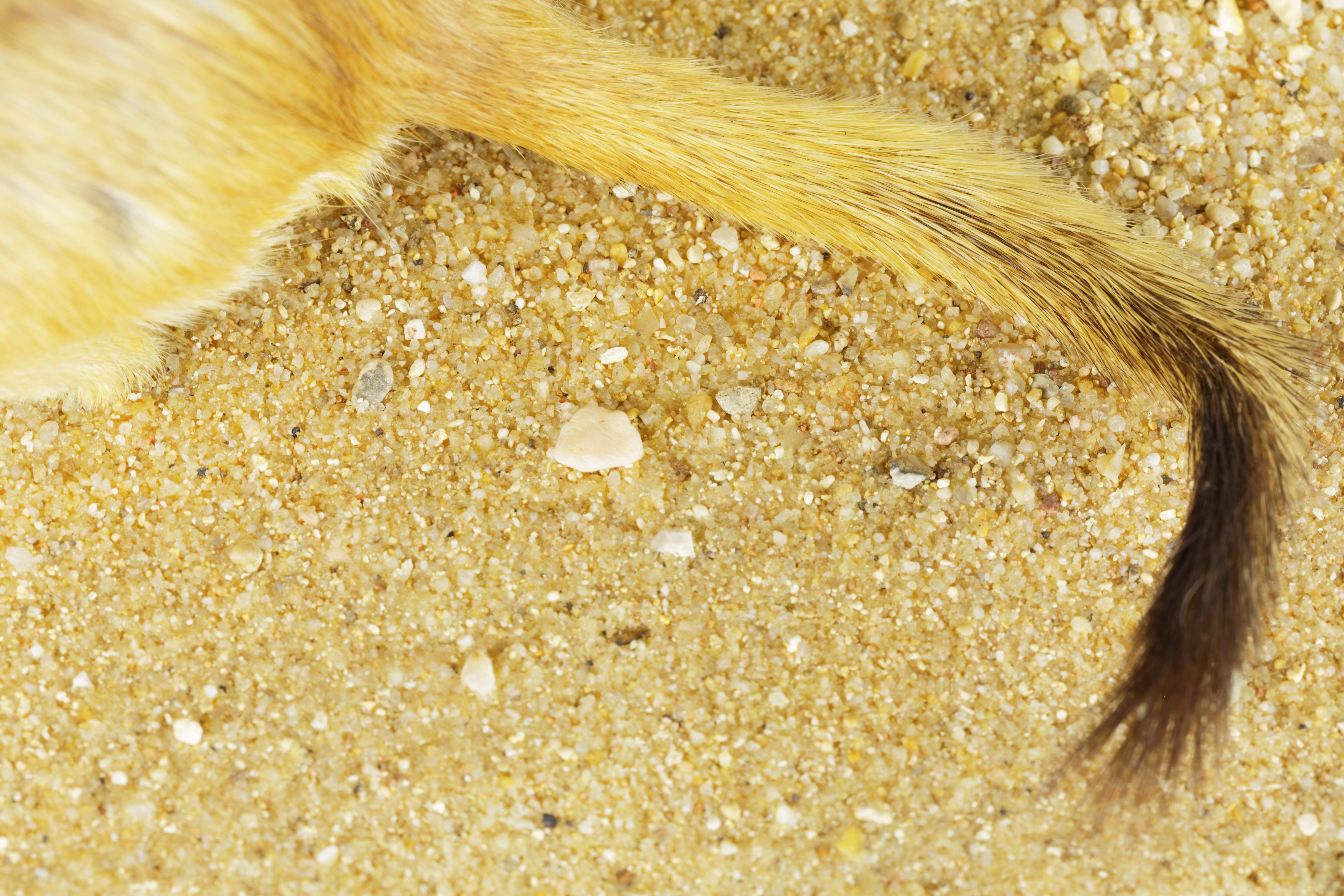
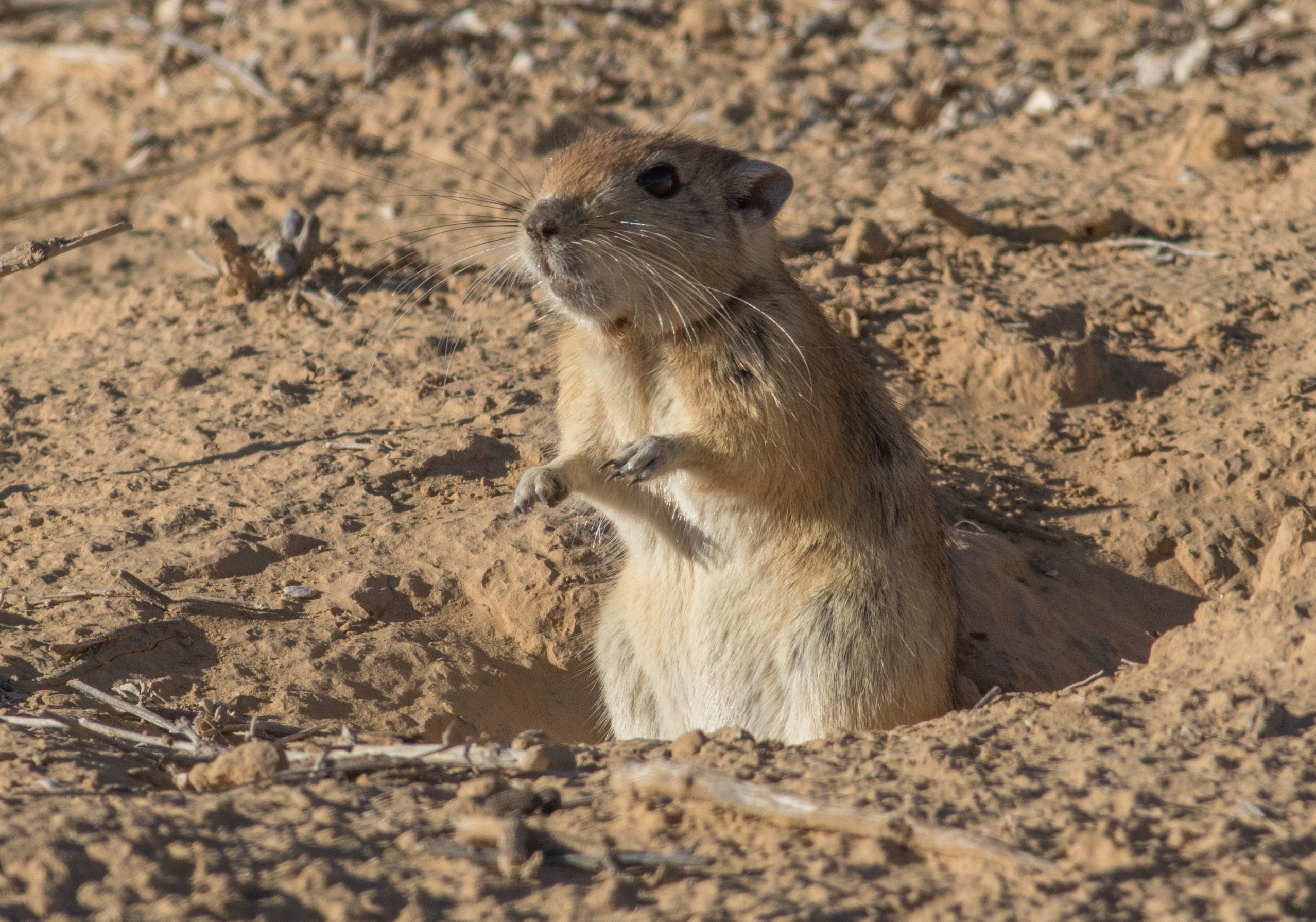
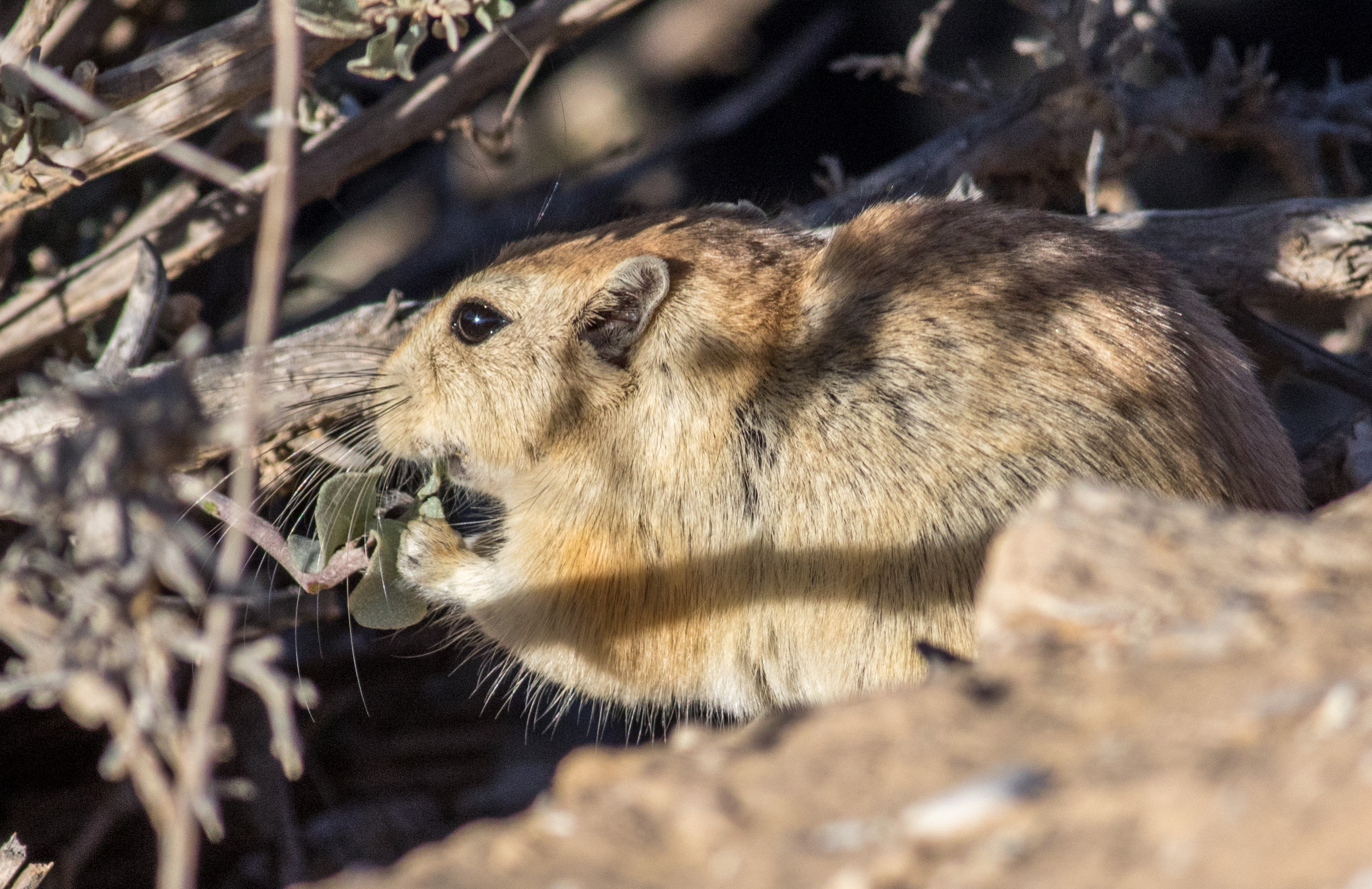